# Cẩm Hưng, Cẩm Xuyên
Cẩm Hưng là một xã thuộc huyện Cẩm Xuyên, tỉnh Hà Tĩnh, Việt Nam.

## Địa lý
Xã Cẩm Hưng có diện tích 20,25 km², dân số năm 1999 là 6.662 người, mật độ dân số đạt 329 người/km².

## Hành chính
Xã Cẩm Hưng được chia thành 9 thôn: Hưng Dương, Hưng Nam, Hưng Lộc, Hưng Tân, Hưng Thành, Hưng Thắng, Hưng Tiến, Hưng Trung, Thắng Thành.

## Lịch sử
Ngày 15 tháng 7 năm 2017, HĐND tỉnh Hà Tĩnh ban hành Nghị quyết số 60/NQ-HĐND về việc:
- Thành lập thôn Hưng Dương trên cơ sở Thôn 1 và Thôn 12.
- Thành lập thôn Hưng Tiến trên cơ sở Thôn 2 và Thôn 3.
- Thành lập thôn Hưng Trung trên cơ sở Thôn 4 và Thôn 5.
- Thành lập thôn Hưng Thắng trên cơ sở Thôn 7, Thôn 8 và Thôn 9.
- Thành lập thôn Hưng Thành trên cơ sở Thôn 13 và một phần của Thôn 14.
- Thành lập thôn Hưng Nam trên cơ sở Thôn 15 và phần còn lại của Thôn 14.
- Đổi tên Thôn 6 thành thôn Hưng Tân.
- Đổi tên Thôn 10 thành thôn Hưng Lộc.
- Đổi tên Thôn 11 thành thôn Thắng Thành.

## Văn hóa
Khu Di tích cố Tổng Bí thư Hà Huy Tập thuộc thôn Hưng Thắng, cách Quốc lộ 1 khoảng 3 km về phía Tây.

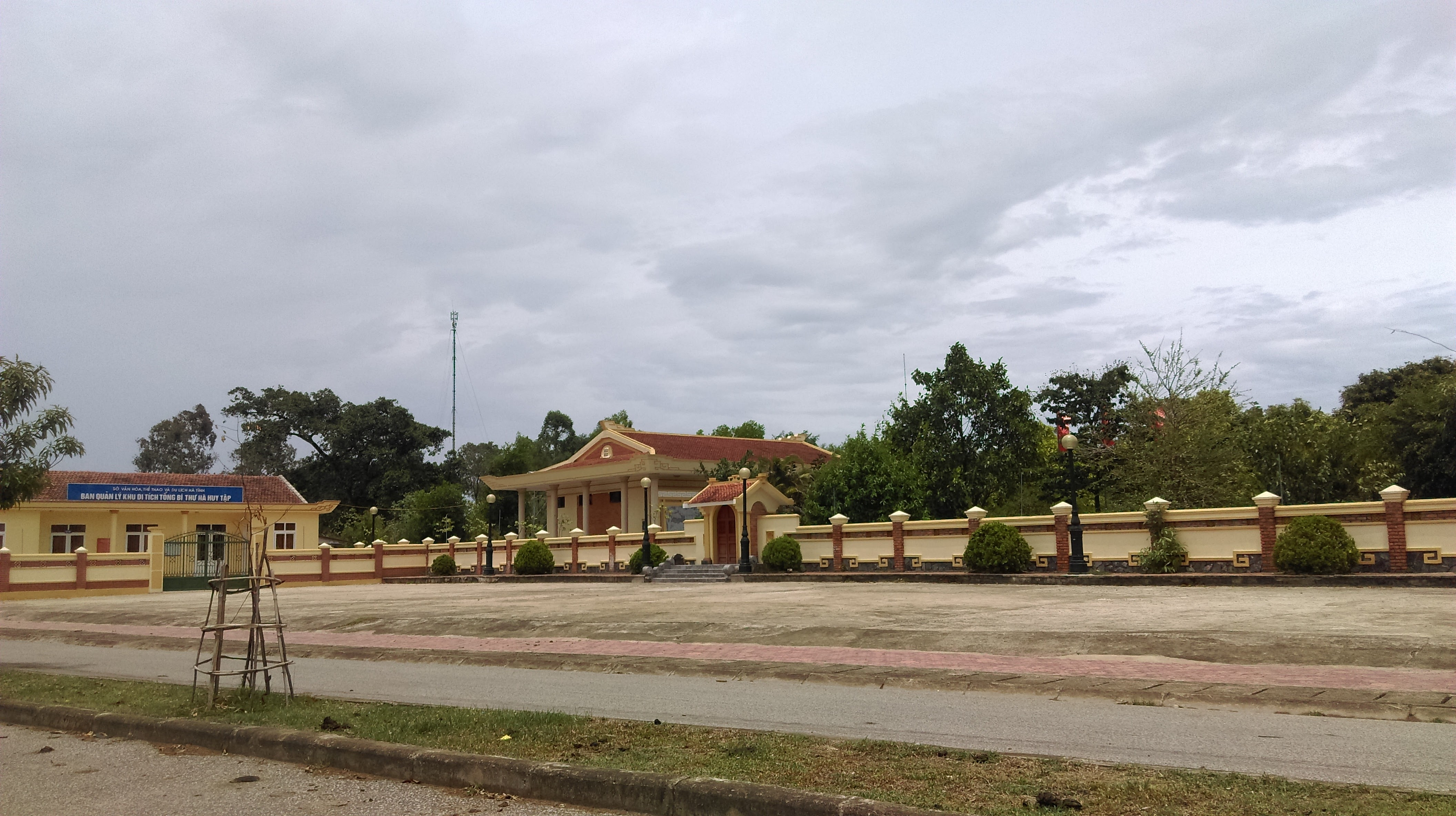
Khu di tích TBT Hà Huy Tập.

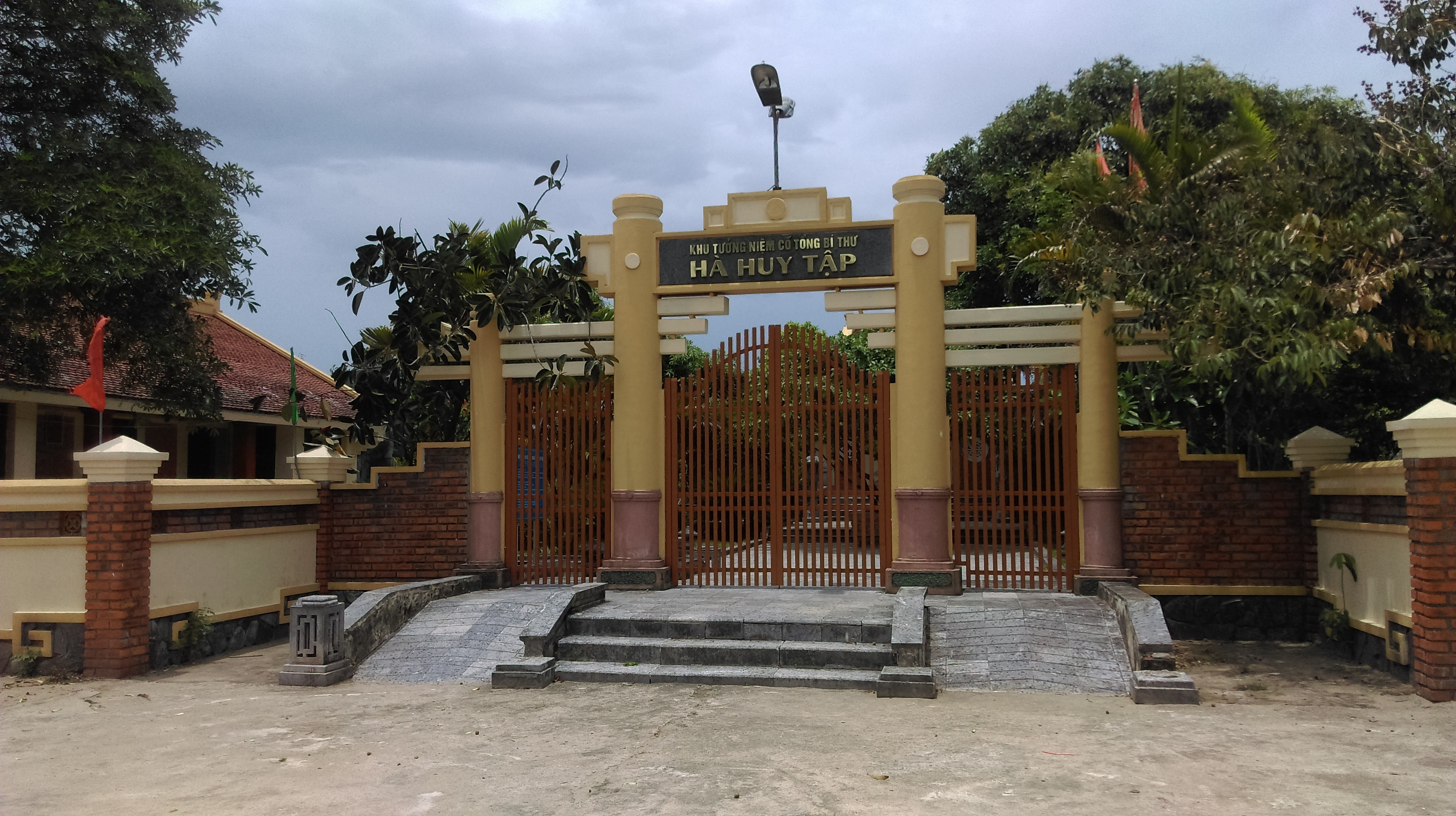
Khu tưởng niệm TBT Hà Huy Tập.